# Repmanina
Repmaina es un género de foraminífero bentónico de la subfamilia Usbekistaniinae, de la familia Ammodiscidae, de la superfamilia Ammodiscoidea, del suborden Ammodiscina y del orden Astrorhizida. Su especie-tipo es Trochammina squamata var. charoides. Su rango cronoestratigráfico abarca desde el Jurásico hasta la Actualidad.

## Discusión
Repmaina ha sido considerado un sinónimo posterior de Usbekistania.
Clasificaciones previas incluían Repmaina en el suborden Textulariina del orden Textulariida.

## Clasificación
Repmaina incluye a la siguiente especie:
- Repmaina charoides, considerado como Usbekistania charoides